# Struska

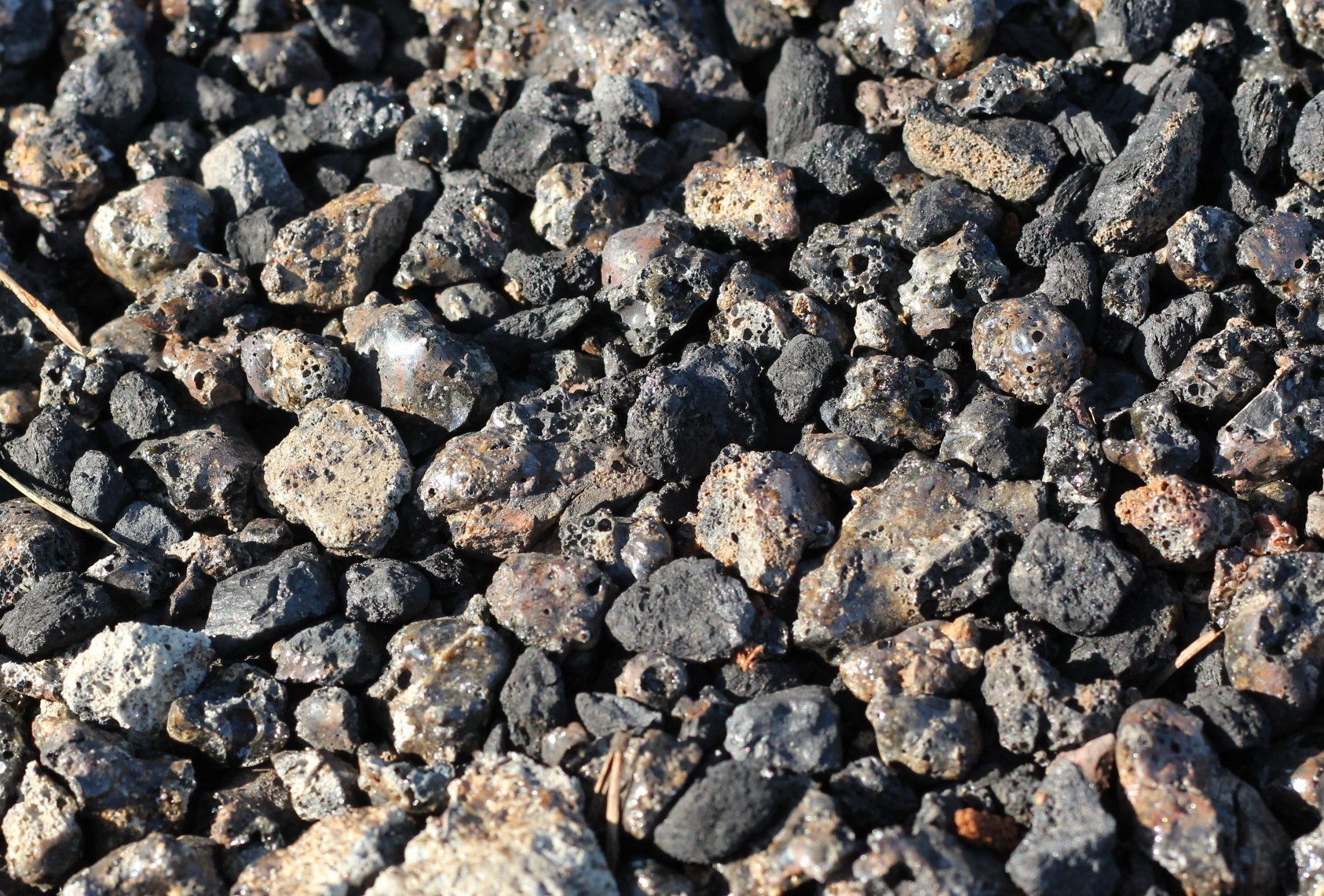
Kusy strusky

Struska je hrubozrnný materiál černého zabarvení s ostrými hranami a skelným leskem. Vzniká spontánně při vulkanické činnosti nebo jako vedlejší produkt mnoha termických a spalovacích průmyslových procesů. Strusky pocházející z lidské činnosti můžeme rozdělit na metalurgické, vznikající při tavení a rafinaci kovů, a strusky jako produkt spalování pevných paliv či odpadů.

## Metalurgické strusky

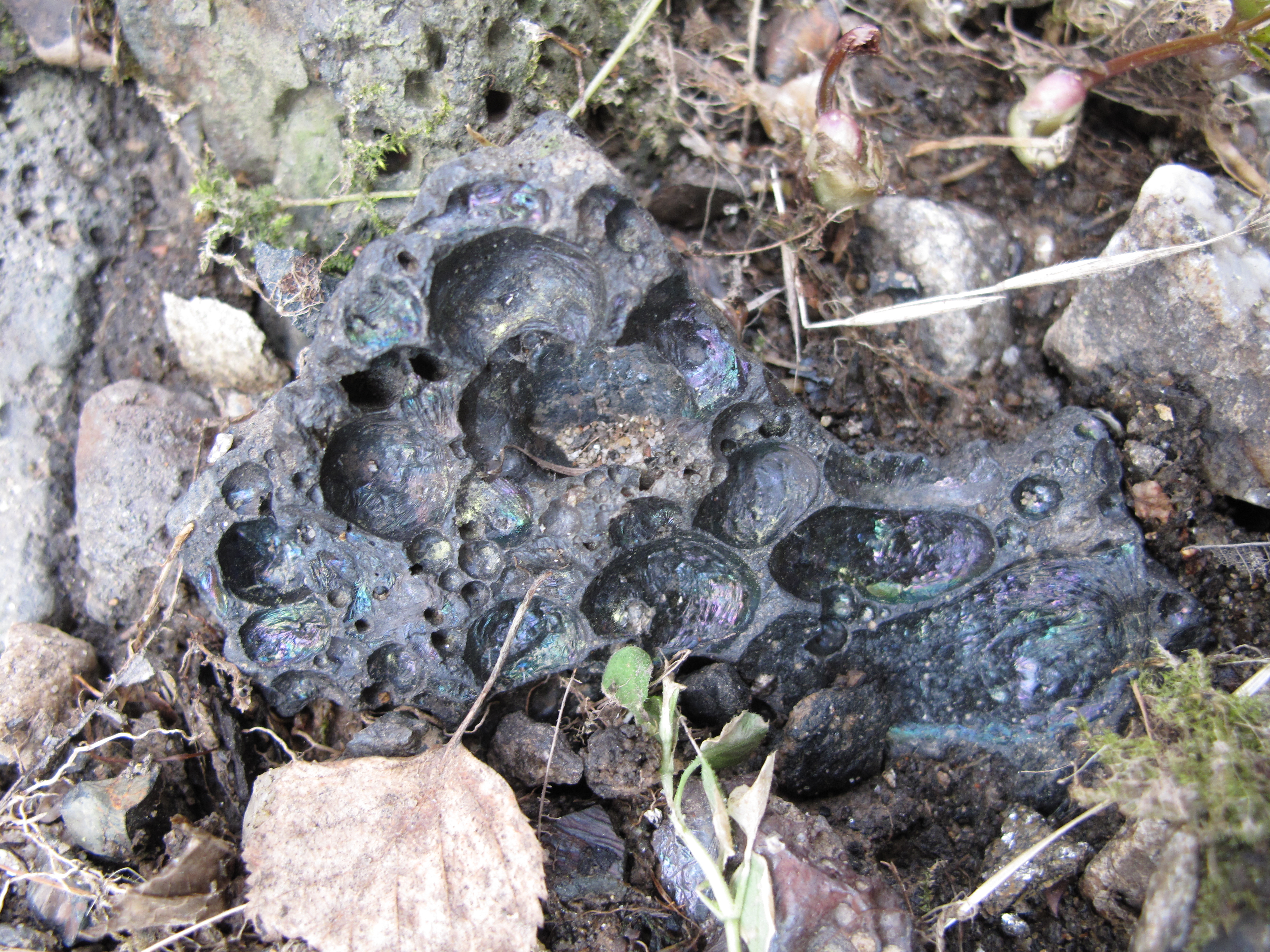
Kusy strusky v údolí Vrchlice, zbytky dolování rud včetně stříbra a jejich zpracování

V metalurgii vznikají strusky při zpracování roztavených tekutých kovů. Nekovové složky vsázky (struskotvorné  přísady /například metalurgické vápno, vápenec, dolomit a ředící přísady/, korozní produkty, vměstky apod.), produkty vzniklé při metalurgických reakcích v tavenině, stržené částečky z vyzdívek apod. vyplouvají na povrch kovové lázně a vytvářejí více nebo méně souvislou vrstvu na povrchu taveniny.
V metalurgii mají však strusky ještě další důležitou funkci. Na volbě optimálního struskotvorného režimu závisí nejen úspěch metalurgického pochodu, ale také náklady výroby. Zpracování tekutých kovů je značně komplexní termodynamický proces, který se odehrává v systému tavenina-struska-atmosféra. Tyto tři složky se vzájemně ovlivňují a dochází zde k výměně iontů na fázových rozhraních. Ke splnění této úlohy musí strusky vykazovat zcela určité a pro každý metalurgický pochod specifické vlastnosti. Nejdůležitější je dobrá tavitelnost za používaných teplot, chemická aktivita, schopnost absorbovat nežádoucí látky z taveniny, měrná hmotnost musí odpovídat daným podmínkám atd.
Vlastnosti strusek jsou proto v hutích velice bedlivě sledovány a kontrolovány. Vlastnosti jako specifická hmotnost, viskozita roztavené strusky, povrchové napětí nebo napětí na fázovém rozhraní a elektrická vodivost strusek patří mezi další důležité parametry, které musí být respektovány. Dalším důležitým parametrem je bazicita strusek. Bazicita představuje poměr mezi kyselými a zásaditými složkami strusky – (CaO+MgO)/SiO2	.

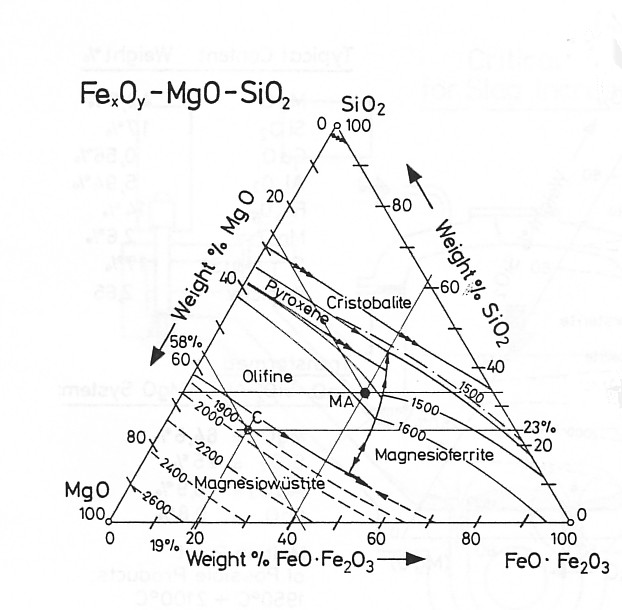
Ternární diagram typické strusky

Základní informace o vlastnostech strusek lze odečíst z rovnovážných diagramů strusek. Jedná se zde většinou o tří – nebo vícesložkové diagramy. (Příklad viz obr.) Metalurgické strusky sestávají hlavně z oxidů jako oxid křemičitý, silikáty, oxidy železa, oxid vápenatý, oxid hlinitý atd. Před odléváním musí být struska z povrchu taveniny pečlivě odstraněna – stažena. Zbytky strusek mohou zhoršovat kvalitu vyráběných ingotů a odlitků jako nekovové vměstky především zhoršením mechanických vlastností výrobků.
Mnohé strusky, zejména strusky ocelářské, slévárenské a strusky z výroby neželezných kovů obsahují sloučeniny kovů, které mohou být metalurgicky recyklovány. Tyto strusky se potom dále zpracovávají, například některé slévárenské strusky obsahují až 60% železa, které je možno magneticky separovat. Recyklování strusek tvoří významnou ekonomickou oblast hutní výroby. V roce 2003 bylo v USA vyrobeno více než 20 milionů tun strusek.
Strusky obsahující vodou rozpustné chemické sloučeniny jako například odsiřovací strusky obsahující CaS nebo sloučeniny těžkých kovů musejí být deponovány na zvláště k tomuto účelu určených vodotěsných skládkách.

### Železo a ocel

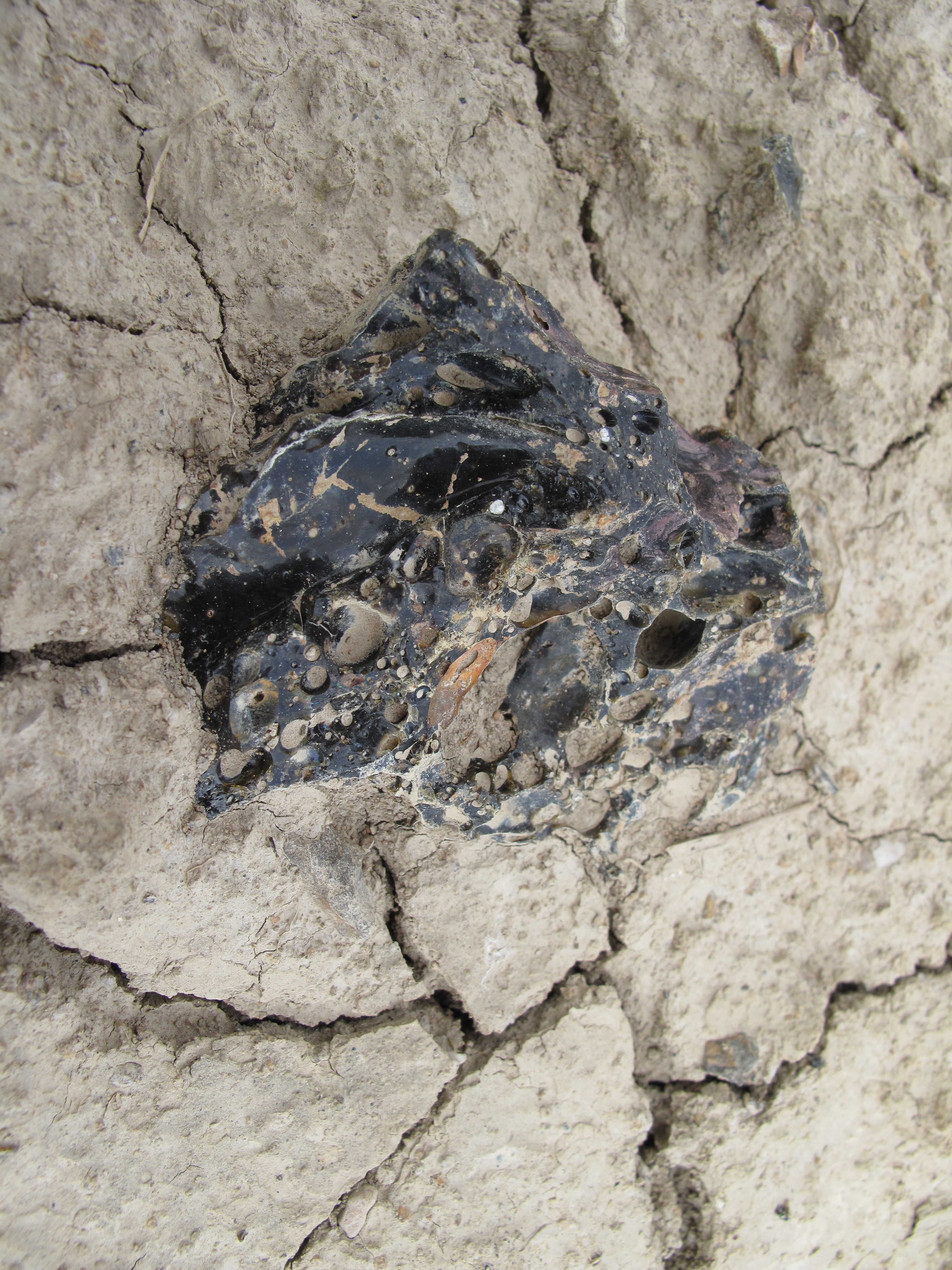
Železná struska nedaleko obce Osek, okres Rokycany

#### Vysokopecní strusky
Vysokopecní strusky musejí vykazovat takové chemické složení, které umožňuje, aby popel z koksu a hlušina železné rudy mohly opustit vysokou pec jako kompaktní tavenina. K tomuto účelu jsou do vsázky přidávány struskotvorné přísady jako vápenec, kazivec, křemen apod.
Typické složení vysokopecní strusky v %
| SiO2 | Al2O3 | CaO  | MgO  | Fe   | Mn   | TiO2 | S   | P   |
| 36,0 | 11,5  | 41,5 | 6-12 | 0,40 | 0,75 | 1,2  | 1,3 | 0,1 |

Vysokopecní struska je po výstupu z pece granulována ve vodě na struskový granulát nebo struskovou vlnu. Granulát má dobré hydraulické vlastnosti a je přidáván do cementu nebo slouží k výrobě struskových tvárnic.

#### Ocelářské strusky
Strusky při zpracování oceli se významně podílejí na metalurgických pochodech a jejich složení musí být vždy přizpůsobeno používanému procesu. Jejich chemické složení se mění v závislosti na principu metalurgického pochodu. Jiné jsou strusky pro dezoxidaci, pro odsíření, odfosfoření atd. Odfosfořovací struska z Thomasova konvertoru byla pro svůj vysoký obsah fosfátů používána na výrobu hnojiva – tzv. Thomasovy moučky. Ocelářské strusky jsou většinou basické s basicitou 2-4.

#### Slévárenské strusky

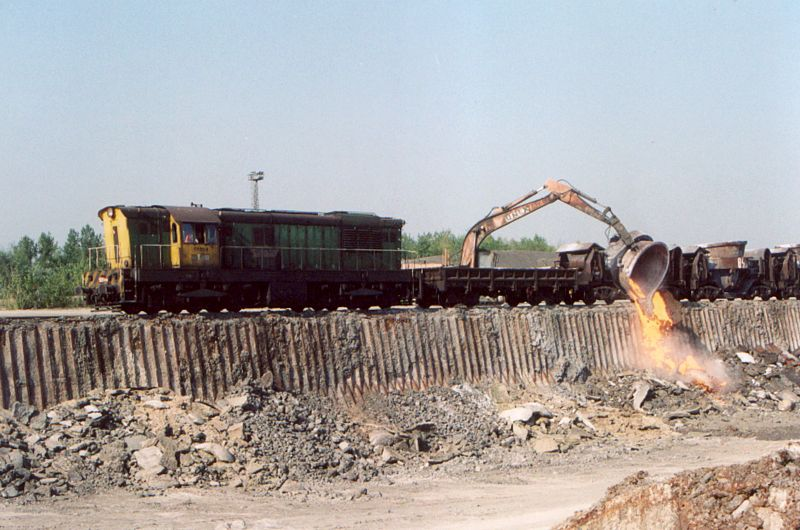
Vylévání vysokopecní strusky na odvalu Lihovarská v Ostravě

##### Kupolní struska
Při tavení litiny v kupolních pecích slouží struska v průběhu tavení k ochraně tekutého kovu před oxidací spalinami a umožňuje rafinaci tekutého kovu. Zdroje vzniku strusky jsou propal prvků kovové vsázky (Fe,Si,Mn), odtavování keramické vyzdívky kuplovny, písek, nečistoty a oxidy ulpělé na povrchu kovové vsázky, popel koksu a tavicí přísady (vápenec, křemen ap.). Celkové množství strusky bývá mezi 5 a 10 % hmotnosti kovové vsázky. Kuplovny pracují většinou v oblasti kyselých až neutrálních strusek s basicitou mezi 0,6 – 1,1. Zásaditá struska s basicitou 1,1 – 2,4 umožňuje účinné odsíření taveniny, ale zvyšuje neúměrně spotřebu koksu.
Rozmezí chemického složení strusek v %
| SiO2  | Al2O3 | CaO   | MgO  | FeO  | MnO  | S        |
| 30-50 | 7-20  | 25-40 | 1-15 | 2-10 | 2-10 | 0,05-0,8 |

#### Struska indukčních elektrických pecí
Elektrické indukční pece slouží v podstatě pouze k přetavování a struska zde má převážně jen funkci ochraňovat tekutý kov před oxidací. Během tavení vzniká malé množství strusky opalem vyzdívky a z nečistot ulpělých na vsázkovém materiálu. Tato struska se po natavení vsázky odstraní a nahradí skelnou ochrannou struskou.

#### Struska v elektrickýchobloukových pecích
V závislosti na chemickém charakteru vyzdívky pece se pracuje buď s kyselou struskou, nebo struskou zásaditou. V kyselých struskách převládá složka SiO2, v zásaditých struskách potom CaO.

#### Odsiřovací strusky
Odsíření taveniny se provádí přídavkem karbidu vápníku CaC2 nebo směsí vápna a kazivce (CaF2). Vzniklé strusky obsahují vodou rozpustné sloučeniny síry a v případě použití karbidu vápníku jeho aktivní zbytky. Strusky musejí být proto skladovány na zvláštních vodotěsných skládkách.

#### Strusky modifikace tvárné litinyhořčíkem
Tyto strusky obsahují převážně MgO a SiO2. Jejich chemické složení je závislé na použité technologii modifikace taveniny. Při použití předslitin mají strusky kyselý charakter, basicita pod 1. Při modifikaci kovovým hořčíkem leží basicita mezi 1,5 a 3. Tyto strusky mohou obsahovat také MgS a až 60% železa.

### Neželezné kovy
Při výrobě a přetavování neželezných kovů je hlavní problém naplynění tavenin a jejich odplynění. Zde se používají velice různorodé přísady do kovu samotného a strusky mají spíše ochranný charakter. Základní strusky obsahují SiO2, CaO a FeO. Tyto strusky obsahují v mnoha případech větší koncentrace kovů a jsou proto recyklovány a tyto kovy se z nich separují a dále zpracovávají.

## Strusky při spalování pevných paliv
Spalováním pevných paliv v tepelných elektrárnách a spalovnách odpadů vzniká jako zbytkový produkt popel. Aby se zamezilo vytváření struskového kamene ve spalovacím prostoru, jsou tato topeniště zpravidla teplotně řízena tak, aby byl popel roztaven a mohl být odveden jako tavenina. Takto vzniklá struska je potom vedena do vodou chlazených komor, kde se granuluje. Granulovaná struska je podobně jako strusky metalurgické používána při stavbě silnic a na výrobu tvárnic. V některých provozech bývají proto k palivu přidávány struskotvorné přísady, které usnadňují tavení strusky. Struska vzniklá při spalování se také označuje jako škvára.

## Vulkanická struska
Sopečnou strusku tvoří pórovité fragmenty pyroklastického materiálu bazaltového až andezitového složení, které jsou vyvrhovány z jícnu během explozivní erupce. Jednotlivé částice mají převážně velikost lapilli a jejich pórovitá struktura je dána množstvím unikajících vulkanických plynů v okamžiku jejich formování. Barva strusky je typicky tmavě šedá až černá, což je dáno poměrně velkým obsahem železa. Struska nejčastěji vzniká v průběhu strombolských erupcí a je základním stavebním materiálem sypaných kuželů.
Rhyolitovým ekvivalentem sopečné strusky je pemza.